# Vallée de l'Ernz
Vallée de l'Ernz (Luxemburgs: Ärenzdall, Duits: Ernztal) is een gemeente in het Luxemburgse kanton Diekirch. De gemeente heeft een totale oppervlakte van 39,76 km² en telde 2.594 inwoners op 1 januari 2018. De gemeente ontstond op 1 januari 2012 door de fusie van de gemeenten Ermsdorf en Medernach.

## Plaatsen in de gemeente
- Eppeldorf
- Ermsdorf
- Folkendange
- Medernach
- Savelborn
- Stegen

## Demografie
Op 1 januari 2008 telde de (toekomstige) gemeente Vallée de l'Ernz 2.085 inwoners. In 2018 was dit aantal gestegen tot 2.594, oftewel een stijging van ruim 24% in tien jaar tijd. Onderstaande tabel geeft de nationaliteit van de inwoners weer voor het jaar 2014. De Portugezen vormen met 28% van de bevolking een belangrijke minderheid binnen de gemeente.
| Rang | Nationaliteit | Aantal | Percentage |
| ---- | ------------- | ------ | ---------- |
| 1    | Luxemburg     | 1521   | 60,4%      |
| 2    | Portugal      | 717    | 28,5%      |
| 3    | Frankrijk     | 54     | 2,1%       |
| 4    | Duitsland     | 47     | 1,9%       |
| 5    | België        | 30     | 1,2%       |
| 6    | Nederland     | 23     | 0,9%       |
| 7    | Kaapverdië    | 18     | 0,7%       |
|      | andere        | 109    | 4,3%       |